# Arvid Axel Mardefelt

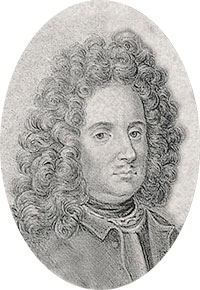
Arvid Axel Mardefelt

Freiherr Arvid Axel Mardefelt (* um 1655; † 18. Mai 1708 in Jakin, Polen) war ein schwedischer Infanteriegeneral des 18. Jahrhunderts und Vertrauter König Karls XII.

## Leben
Mardefelt war der Sohn des Feldmarschalls Conrad Mardefelt. Seit 1702 leitete er die Operationen des schwedischen Heeres in Westpolen und eroberte im Jahre 1704 Posen. 1706 zeichnete er sich in der Schlacht bei Fraustadt aus.
Am 29. Oktober 1706 stellten sich im Großen Nordischen Krieg 5.000 schwedische und 10.000 polnische Soldaten unter General Mardefelt bei Kalisch August dem Starken zum Kampf. Sie wurden von dessen 35.000 Mann starken russischen, sächsischen und polnischen Truppen völlig vernichtet. Die polnische Reiterei von Stanislaus I. Leszczyński wurde versprengt. Mardefelt geriet zusammen mit über 100 Offizieren, unter ihnen auch polnischen Magnaten, in polnische Kriegsgefangenschaft.
Nach seiner Entlassung aus Gefangenschaft im Jahre 1707 starb Mardefelt an schwerer Gicht.
Mardefelt war mit Catharina von Wedemann, Tochter des mecklenburgischen Kanzlers Johannes Heinrich Wedemann († 1685), verheiratet. Aus der Ehe gingen zwei Söhne und eine Tochter hervor. Der Sohn Carl von Mardefelt wurde kaiserlich russischer Oberstmarschall. Der Sohn Axel von Mardefeld (* 1691; † 1748) wurde preußischer Gesandter in Russland und Kabinettsminister.